# 龍文明
龍文明（1549年—？），字君見，號斗冲，江西吉安府永新縣人。明朝政治人物、進士出身。

## 生平
资禀英特，九岁能文，以神童受到县令赏识。万历十年（1582年）壬午科江西鄉試第二名舉人，十七年（1589年）己丑科三甲十九名進士，兵部觀政，六月授漳州府推官，多异绩，曾署府篆。十九年充福建鄉試同考，二十二年充浙江鄉試同考，本年升刑部主事，歷升员外郎、郎中，二十七年升莱州府知府，修筑毁坏的城墙，纂修府志八卷。至三十一年九月升山東登萊兵部副使時，须发都变为白，士民立祠肖像祭祀他。後辞官归里，修同仁录，以清军民。倡建雁塔，以翼文运，卒祀乡贤祠。

## 家族
曾祖龍惠中，祖父龍察。父龍汝，義官。